# Бэкон, Натаниэл

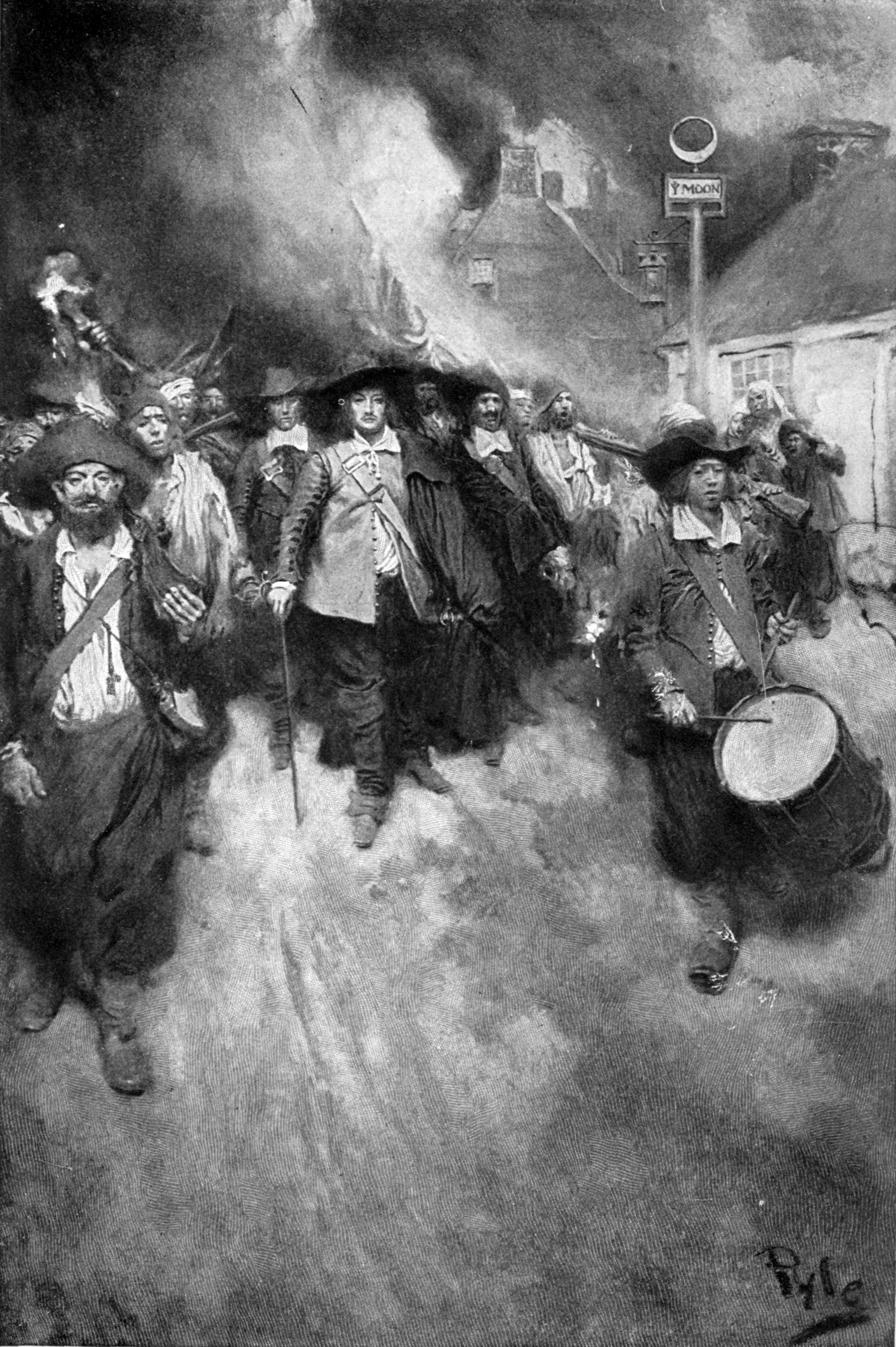
Говард Пайл. «Сожжение Джеймстауна» (картина, посвящённая восстанию Бэкона)

Натаниэл Бэкон (англ. Nathaniel Bacon; 1642 или 1647 — 1676) — руководитель одного из первых крупных восстаний в Северной Америке против английского колониального господства.
Бэкон родился 2 января 1647 года во Фристон-холле в Саффолке, Англия, в семье влиятельных землевладельцев. Натаниэль Бэкон окончил Кембриджский университет, совершил поездку по континенту и изучал право в Грейс-Инн. Женился на Элизабет, дочери сэра Эдварда, герцога Саффолка, который был против и лишил её наследства. А также способствовал участию Бэкона в сомнительной сделке, что способствовало решению Бэкона мигрировать в Северную Америку.
Плантатор Бэкон в 1676 году возглавил движение фермеров Виргинской колонии против чрезмерных налогов и политических притеснений. Отряд Бэкона захватил и сжёг город Джеймстаун, заставив губернатора покинуть колонию. Вскоре умер от дизентерии.
После смерти Бэкона восстание из-за распылённости сил повстанцев было подавлено английскими войсками.

## Наследие
Несмотря на взгляды недавних историков на конфликт, многие в ранних Соединенных Штатах, в том числе Томас Джефферсон, видели в Бэконе патриота и считали, что восстание Бэкона было началом к более поздней американской революции против контроля Короны. 